# Selección juvenil de rugby de Inglaterra
La selección juvenil de rugby de Inglaterra es el equipo nacional de rugby regulado por la Rugby Football Union (RFU).
La edad de sus integrantes varía según la edad máxima permitida en cada torneo, en los mundiales juveniles actuales son para menores de 20 años (M20), en el pasado compitió con selecciones de menores de 19 y de 21, denominándose, M19 o M21 según fuera el caso. A nivel continental compite en el Seis Naciones M20.

## Uniforme
La indumentaria principal de los juveniles, al igual que la selección mayor, es toda blanca a excepción de una franja azul en las medias. El segundo equipamiento es principalmente morado.

## Palmarés
- Campeonato Mundial (4): 2013, 2014, 2016, 2024
- 6 Naciones M20 (8): 2008, 2011, 2012, 2013, 2015, 2017, 2021, 2024
  - Grand Slam (4): 2008, 2011, 2017, 2021
  - Triple Corona (6): 2008, 2011, 2012, 2014, 2017, 2021
- Europeo M18 (5): 2005, 2006, 2012, 2013, 2014[3]
- 6 Naciones M21 (3): 1998, 2004, 2006

## Participación en copas
| - Francia 2000: 9º puesto - Sudáfrica 2005: 4º puesto - EAU 2006: 3º puesto - Irlanda del Norte 2007: 6º puesto - Gales 2008: 2º puesto - Japón 2009: 2º puesto - Argentina 2010: 4º puesto - Italia 2011: 2º puesto - Sudáfrica 2012: 7º puesto - Francia 2013: Campeón - Nueva Zelanda 2014: Campeón - Italia 2015: 2º puesto - Inglaterra 2016: Campeón - Georgia 2017: 2º puesto - Francia 2018: 2º puesto - Argentina 2019: 5º puesto - Italia 2020: Cancelado - Sudáfrica 2023: 4º puesto - Sudáfrica 2024: Campeón - Italia 2025: 6º puesto - Georgia 2026: A disputarse - Summer Series M-20 2022: 4º puesto | - Sudáfrica 2002: 7º puesto - Inglaterra 2003: 8º puesto - Escocia 2004: 5º puesto - Argentina 2005: 7º puesto - Francia 2006: 5º puesto - Sudáfrica 1998: 5º puesto (último) - Argentina 1999: 6º puesto - Nueva Zelanda 2000: 4° puesto - Australia 2001: 4 puesto - Seis Naciones M20 2008: Campeón invicto - Seis Naciones M20 2009: 3º puesto - Seis Naciones M20 2010: 2º puesto - Seis Naciones M20 2011: Campeón invicto - Seis Naciones M20 2012: Campeón - Seis Naciones M20 2013: Campeón - Seis Naciones M20 2014: 2º puesto - Seis Naciones M20 2015: Campeón - Seis Naciones M20 2016: 5º puesto - Seis Naciones M20 2017: Campeón - Seis Naciones M20 2018: 2º puesto - Seis Naciones M20 2019: 3º puesto - Seis Naciones M20 2020: Cancelado - Seis Naciones M20 2021: Campeón invicto - Seis Naciones M20 2022: 3º puesto - Seis Naciones M20 2023: 4º puesto - Seis Naciones M20 2024: Campeón invicto - Seis Naciones M20 2025: 2º puesto |